# Bolt (Pieterburen)

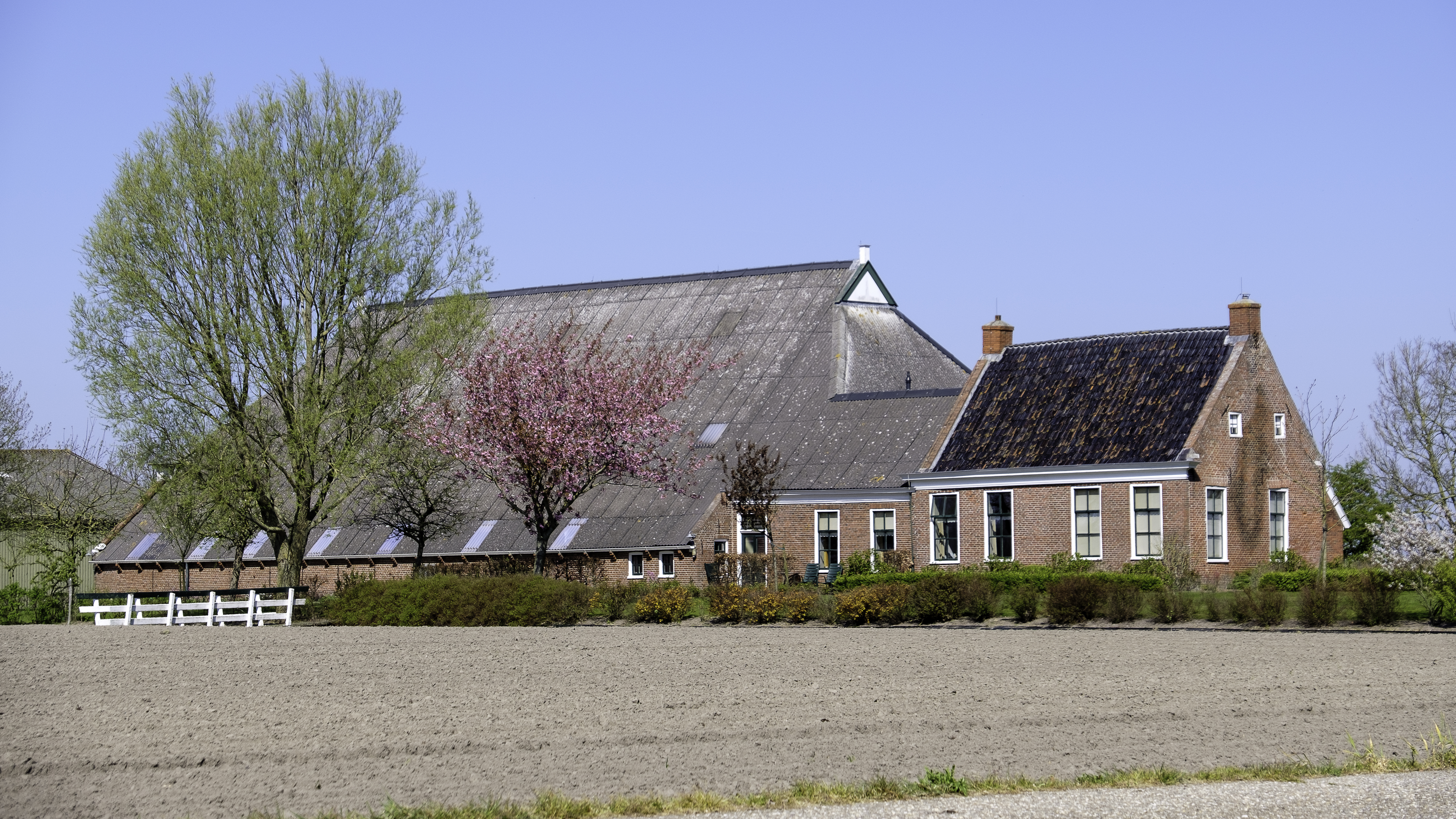
Monumentale boerderij Bolt aan de Oudedijk 19 in Pieterburen

Bolt is een monumentale boerderij aan de Oudedijk in Pieterburen in de Nederlandse provincie Groningen.

## Beschrijving
Bolt is een boerderij van het kop-hals-romptype. Het voorhuis (de kop) van de boerderij bevindt zich aan de oostzijde en is gebouwd in 1801. Het voorhuis heeft een zadeldak tussen twee puntgevels en is met een lager gedeelte (de hals) verbonden met de grote schuur (de romp) aan de westzijde. Het woonhuis heeft aan de onderzijde zesruitsvensters evenals de hals van de boerderij. Boven in de puntgevel aan de oostzijde bevinden zich twee kleinere ramen. De hals en de romp van de boerderij dateren uit een latere periode. Dit gedeelte van de boerderij is in 1893 gebouwd. De boerderij is erkend als rijksmonument.